# マリア・クファシニェフスキ

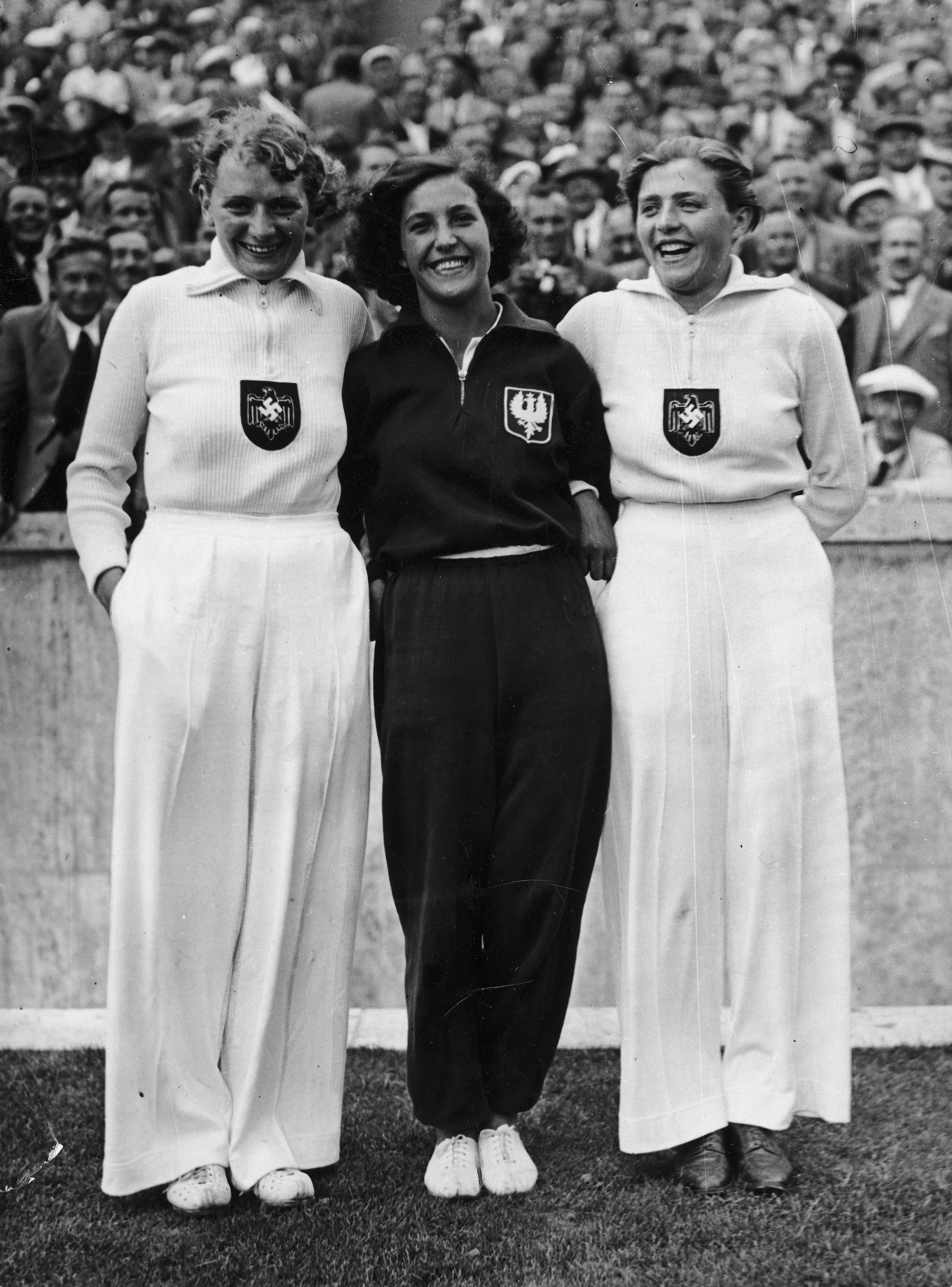
ベルリンオリンピック女子やり投のメダリストたち、中央がマリア・クファシニェフスキ（1936年）

マリア・クファシニェフスキ（ポーランド語: Maria Jadwiga Kwaśniewska-Maleszewska、1913年8月15日 - 2007年10月17日）は、ポーランドの陸上競技選手。主にやり投で活躍した。
女子やり投選手として1936年ベルリンオリンピックに出場し、41m80の記録で銅メダルを獲得した。